# Langelsheim
Langelsheim este un oraș din landul Saxonia Inferioară, Germania.